# Eurydinotomorpha appendigaster
Eurydinotomorpha appendigaster är en stekelart som först beskrevs av Boucek 1973.  Eurydinotomorpha appendigaster ingår i släktet Eurydinotomorpha och familjen puppglanssteklar. Inga underarter finns listade i Catalogue of Life.